# 秋田県の市町村旗一覧
秋田県の市町村旗一覧（あきたけんのしちょうそんきいちらん）は、秋田県内の市町村に制定されている、あるいは制定されていた市町村旗の一覧である。なお、一覧の順序は全国地方公共団体コード順による。廃止された市町村旗は廃止日から順に掲載している。

## 市部
| 市         | 市旗 | 制定有無 | 制定日        | 旗の色                                           | 備考                                                 |
| ---------- | ---- | -------- | ------------- | ------------------------------------------------ | ---------------------------------------------------- |
| 秋田市     |      | なし     | なし          | 地色は緑色であり、紋章は白色が指定されている     |                                                      |
| 能代市     |      | なし     | なし          | 地色は白色であり、紋章は指定色が指定されている   | 2代目の市旗である                                    |
| 横手市     |      | あり     | 2005年10月1日 | 地色は白色であり、紋章は指定色が指定されている   | 2代目の市旗である                                    |
| 大館市     |      | なし     | なし          | 地色は紫色であり、紋章は白色が指定されている     |                                                      |
| 男鹿市     |      | なし     | なし          | 地色は紫色であり、紋章は白色が指定されている     | 旧・男鹿市制時に使用され、新・男鹿市制後に継承される |
| 湯沢市     |      | あり     | 2005年7月18日 | 地色は白色であり、紋章は指定色が指定されている   | 2代目の市旗である                                    |
| 鹿角市     |      | なし     | なし          | 地色は青色であり、紋章は白色が指定されている     |                                                      |
| 由利本荘市 |      | あり     | 2005年3月22日 | 地色は群青色であり、紋章は白色が指定されている   |                                                      |
| 潟上市     |      | あり     | 2005年3月22日 | 地色は白色であり、紋章は指定色が指定されている   |                                                      |
| 大仙市     |      | あり     | 2005年3月22日 | 地色は白色であり、紋章は指定色が指定されている   |                                                      |
| 北秋田市   |      | あり     | 2005年10月3日 | 地色は白色であり、紋章は指定色が指定されている   |                                                      |
| にかほ市   |      | あり     | 2005年10月1日 | 地色は薄水色であり、紋章は指定色が指定されている |                                                      |
| 仙北市     |      | あり     | 2005年9月20日 | 地色は白色であり、紋章は指定色が指定されている   |                                                      |

## 町村部
| 郡       | 町村       | 町村旗 | 制定有無 | 制定日        | 旗の色                                                   | 備考 |
| -------- | ---------- | ------ | -------- | ------------- | -------------------------------------------------------- | ---- |
| 鹿角郡   | 小坂町     |        | なし     | なし          | 地色は臙脂色であり、紋章は白色が指定されている           |      |
| 北秋田郡 | 上小阿仁村 |        | なし     | なし          | 地色は青色であり、紋章は白色が指定されている             |      |
| 山本郡   | 藤里町     |        | なし     | なし          | 地色は藍色であり、紋章は白色が指定されている             |      |
| 山本郡   | 三種町     |        | なし     | なし          | 地色は白色であり、紋章は指定色が指定されている           |      |
| 山本郡   | 八峰町     |        | なし     | なし          | 地色は白色であり、紋章は指定色が指定されている           |      |
| 南秋田郡 | 五城目町   |        | なし     | なし          | 地色は黄緑色であり、紋章は白色が指定されている           |      |
| 南秋田郡 | 八郎潟町   |        | なし     | なし          | 地色は青色であり、紋章は白色と黄色・銀色が指定されている |      |
| 南秋田郡 | 井川町     |        | なし     | なし          | 地色は白色であり、紋章は黒色が指定されている             |      |
| 南秋田郡 | 大潟村     |        | なし     | なし          | 地色は緑色であり、紋章は白色が指定されている             |      |
| 仙北郡   | 美郷町     |        | あり     | 2004年11月1日 | 地色は青色であり、紋章は白色が指定されている             |      |
| 雄勝郡   | 羽後町     |        | なし     | なし          | 地色は臙脂色であり、紋章は白色が指定されている           |      |
| 雄勝郡   | 東成瀬村   |        | あり     | 1967年5月25日 | 地色は群青色であり、紋章は白色が指定されている           |      |

## 廃止された市町村旗
| 市郡     | 町村     | 市町村章 | 由来     | 制定日         | 廃止日        | 旗の色                                                                  | 備考             |
| -------- | -------- | -------- | -------- | -------------- | ------------- | ----------------------------------------------------------------------- | ---------------- |
| 仙北郡   | 六郷町   |          | あり     | 1973年7月9日   | 2004年11月1日 | 地色は納戸色であり、紋章は明るい薄茶色が指定されている                  |                  |
| 仙北郡   | 千畑町   |          | あり     | 1966年8月1日   | 2004年11月1日 | 地色は茜色であり、紋章は白色が指定されている                            |                  |
| 仙北郡   | 仙南村   |          | なし     | なし           | 2004年11月1日 | 地色は臙脂色であり、紋章は白色が指定されている                          |                  |
| 河辺郡   | 河辺町   |          | なし     | なし           | 2005年1月11日 | 地色は臙脂色であり、紋章は白色が指定されている                          |                  |
| 河辺郡   | 雄和町   |          | あり     | 1958年7月4日   | 2005年1月11日 | 地色は紺色であり、紋章は白色が指定されている                            |                  |
| 本荘市   |          |          | なし     | なし           | 2005年3月22日 | 地色は紫色であり、紋章は白色が指定されている                            |                  |
| 由利郡   | 矢島町   |          | なし     | なし           | 2005年3月22日 | -                                                                       |                  |
| 由利郡   | 岩城町   |          | なし     | なし           | 2005年3月22日 | 地色は赤紫色であり、紋章は白色が指定されている                          |                  |
| 由利郡   | 由利町   |          | あり     | 1960年11月1日  | 2005年3月22日 | 地色は海老茶色であり、紋章は白色が指定されている                        |                  |
| 由利郡   | 西目町   |          | なし     | なし           | 2005年3月22日 | 地色は臙脂色であり、紋章は白色が指定されている                          |                  |
| 由利郡   | 鳥海町   |          | なし     | なし           | 2005年3月22日 | 地色は緑色であり、紋章は白色が指定されている                            |                  |
| 由利郡   | 東由利町 |          | あり     | 1971年7月23日  | 2005年3月22日 | 地色は濃緑色であり、紋章は白色が指定されている                          |                  |
| 由利郡   | 大内町   |          | なし     | なし           | 2005年3月22日 | 地色は臙脂色であり、紋章は白色が指定されている                          |                  |
| 大曲市   |          |          | あり     | 1954年5月3日   | 2005年3月22日 | 地色は白色であり、紋章は濃紺色が指定されている                          |                  |
| 仙北郡   | 神岡町   |          | なし     | なし           | 2005年3月22日 | 地色は臙脂色であり、紋章は白色が指定されている                          |                  |
| 仙北郡   | 西仙北町 |          | なし     | なし           | 2005年3月22日 | 地色は臙脂色であり、紋章は白色が指定されている                          |                  |
| 仙北郡   | 中仙町   |          | なし     | なし           | 2005年3月22日 | 地色は白色であり、紋章は臙脂色が指定されている                          |                  |
| 仙北郡   | 協和町   |          | なし     | なし           | 2005年3月22日 | -                                                                       |                  |
| 仙北郡   | 仙北町   |          | なし     | なし           | 2005年3月22日 | 地色は白色であり、紋章は緑色が指定されている                            |                  |
| 仙北郡   | 太田町   |          | なし     | なし           | 2005年3月22日 | -                                                                       |                  |
| 仙北郡   | 南外村   |          | なし     | なし           | 2005年3月22日 | 地色は臙脂色であり、紋章は白色が指定されている                          |                  |
| 北秋田郡 | 鷹巣町   |          | あり     | 1979年1月27日  | 2005年3月22日 | 指定されていない 慣例として地色は水色であり、紋章は白色が指定されている |                  |
| 北秋田郡 | 合川町   |          | なし     | なし           | 2005年3月22日 | 地色は臙脂色であり、紋章は白色が指定されている                          |                  |
| 北秋田郡 | 森吉町   |          | なし     | なし           | 2005年3月22日 | 地色は緑色であり、紋章は白色が指定されている                            |                  |
| 北秋田郡 | 阿仁町   |          | なし     | なし           | 2005年3月22日 | 地色は臙脂色であり、紋章は白色が指定されている                          |                  |
| 南秋田郡 | 昭和町   |          | なし     | なし           | 2005年3月22日 | 地色は紫色であり、紋章は白色が指定されている                            |                  |
| 南秋田郡 | 飯田川町 |          | なし     | なし           | 2005年3月22日 | 地色は臙脂色であり、紋章は白色が指定されている                          |                  |
| 南秋田郡 | 天王町   |          | なし     | なし           | 2005年3月22日 | 地色は海老茶色であり、紋章は白色が指定されている                        |                  |
| 湯沢市   |          |          | あり     | 1954年12月10日 | 2005年3月22日 | 地色はセルリアンブルー色であり、紋章は白色が指定されている              | 初代の市旗である |
| 雄勝郡   | 稲川町   |          | なし     | なし           | 2005年3月22日 | 地色は藍色であり、紋章は白色が指定されている                            |                  |
| 雄勝郡   | 雄勝町   |          | なし     | なし           | 2005年3月22日 | 地色は海老茶色であり、紋章は白色が指定されている                        |                  |
| 雄勝郡   | 皆瀬村   |          | なし     | なし           | 2005年3月22日 | -                                                                       |                  |
| 南秋田郡 | 若美町   |          | あり~    | 1970年11月1日  | 2005年3月22日 | 指定されていない 慣例として地色は白色であり、紋章は水色が指定されている |                  |
| 北秋田郡 | 比内町   |          | あり     | 1968年6月1日   | 2005年6月20日 | 地色は若草色であり、紋章は白色が指定されている                          |                  |
| 北秋田郡 | 田代町   |          | なし     | なし           | 2005年6月20日 | 地色は白色であり、紋章は水色が指定されている                            |                  |
| 仙北郡   | 角館町   |          | なし     | なし           | 2005年9月20日 | 地色は臙脂色であり、紋章は白色が指定されている                          |                  |
| 仙北郡   | 田沢湖町 |          | なし     | なし           | 2005年9月20日 | 地色は朱茶色であり、紋章は白色が指定されている                          |                  |
| 仙北郡   | 西木村   |          | なし     | なし           | 2005年9月20日 | 地色は臙脂色であり、紋章は白色が指定されている                          |                  |
| 横手市   |          |          | なし     | なし           | 2005年10月1日 | 地色は紺色であり、紋章は白色が指定されている                            | 初代の市旗である |
| 平鹿郡   | 増田町   |          | なし     | なし           | 2005年10月1日 | 地色は紺色であり、紋章は白色が指定されている                            |                  |
| 平鹿郡   | 平鹿町   |          | なし     | なし           | 2005年10月1日 | -                                                                       |                  |
| 平鹿郡   | 雄物川町 |          | なし     | なし           | 2005年10月1日 | 地色は青色であり、紋章は白色が指定されている                            |                  |
| 平鹿郡   | 大森町   |          | なし     | なし           | 2005年10月1日 | -                                                                       |                  |
| 平鹿郡   | 十文字町 |          | なし     | なし           | 2005年10月1日 | 地色は臙脂色であり、紋章は白色が指定されている                          |                  |
| 平鹿郡   | 山内村   |          | なし     | なし           | 2005年10月1日 | -                                                                       |                  |
| 平鹿郡   | 大雄村   |          | なし     | なし           | 2005年10月1日 | -                                                                       |                  |
| 由利郡   | 仁賀保町 |          | なし     | なし           | 2005年10月1日 | 地色は紫色であり、紋章は白色が指定されている                            |                  |
| 由利郡   | 金浦町   |          | なし     | なし           | 2005年10月1日 | -                                                                       |                  |
| 由利郡   | 象潟町   |          | なし     | なし           | 2005年10月1日 | 地色は藍色であり、紋章は白色が指定されている                            |                  |
| 山本郡   | 琴丘町   |          | 規定なし | 規定なし       | 2006年3月20日 | 地色は臙脂色であり、紋章は白色が指定されている                          |                  |
| 山本郡   | 山本町   |          | 規定なし | 規定なし       | 2006年3月20日 | 地色は臙脂色であり、紋章は白色が指定されている                          |                  |
| 山本郡   | 八竜町   |          | あり     | 1962年9月1日   | 2006年3月20日 | 地色は藍色であり、紋章は白色が指定されている                            |                  |
| 能代市   |          |          | なし     | なし           | 2006年3月21日 | 地色は臙脂色であり、紋章は白色が指定されている                          | 初代の市旗である |
| 山本郡   | 二ツ井町 |          | 規定なし | 規定なし       | 2006年3月21日 | 地色は黄色であり、紋章は紺色が指定されている                            |                  |
| 山本郡   | 八森町   |          | なし     | なし           | 2006年3月27日 | 地色は海老茶色であり、紋章は白色が指定されている                        |                  |
| 山本郡   | 峰浜村   |          | なし     | なし           | 2006年3月27日 | 地色は臙脂色であり、紋章は白色が指定されている                          |                  |

### 書籍
- 中川幸也『シリーズ人間とシンボル第2号「都市の旗と紋章」』中川ケミカル、1987年10月11日。
- NHK情報ネットワーク『NHKふるさとデータブック3 [関東]』日本放送協会、1992年4月1日。

### 自治体書籍
- 六郷町役場『六郷町例規集』秋田県仙北郡六郷町。
- 千畑町役場『千畑町例規集』秋田県仙北郡千畑町。
- 雄和町史『雄和町例規集』秋田県河辺郡雄和町。
- 鷹巣町史『鷹巣町例規集』秋田県北秋田郡鷹巣町。
- 由利町役場『由利町例規集』秋田県由利郡由利町。
- 東由利町役場『東由利町例規集』秋田県由利郡東由利町。
- 若美町役場『若美町例規集』秋田県由利郡若美町。
- 八竜町役場『八竜町例規集』秋田県由利郡八竜町。